# Edward Marsh (polymathe)
Pour les articles homonymes, voir Edward Marsh et Marsh.
Edward Howard Marsh (18 novembre 1872 – 13 janvier 1953) est un polymathe britannique, traducteur, protecteur des arts et fonctionnaire. Il fut le secrétaire de l'école géorgienne de poésie et l'ami de nombreux poètes parmi lesquels Rupert Brooke et Siegfried Sassoon. En tant que haut fonctionnaire, il fut le chef de cabinet de nombreux ministres, notamment celui de Winston Churchill jusqu'en 1929.  Il est également une figure discrète mais influente de la communauté homosexuelle britannique, et un ami  proche d'Ivor Novello. 

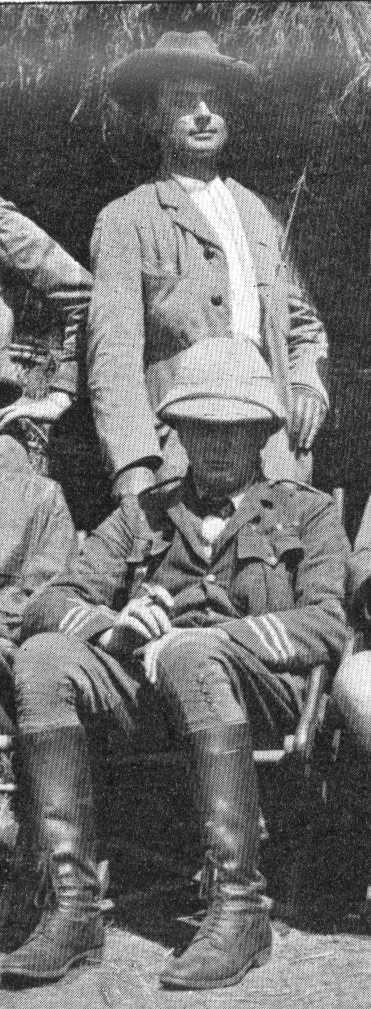
Edward Marsh (debout) avec Winston Churchill durant un séjour officiel en Afrique en 1907.

## Jeunesse
Son père est (Frederick) Howard Marsh, un chirurgien qui dirigera le Downing College, Cambridge. Sa mère, née Jane Perceval, est la petite-fille du premier ministre Spencer Perceval. Marsh étudie à la Westminster School, Londres, puis au Trinity College (Cambridge).

## Carrière de haut fonctionnaire
En 1896, il devient chef de cabinet adjoint de Joseph Chamberlain, alors secrétaire d'État aux colonies, puis en 1903 celui de son successeur Alfred Lyttelton, et enfin de Winston Churchill quand il devient sous-secrétaire aux colonies en 1905 sous le gouvernement de Henry Campbell-Bannerman. Marsh restera le chef de cabinet de Churchill pendant les dix années suivantes, le suivant dans les divers ministères (commerce, intérieur, Amirauté). Quand Churchill démissionne, il devient chef adjoint de cabinet du Premier ministre Lord Asquith. Lorsque Churchill revient au gouvernement, il devient à nouveau son chef de cabinet jusqu'en 1922, puis à nouveau de 1924 à 1929 lorsque Churchill devient ministre des Finances. De 1929 à sa retraite en 1937, il sera chef de cabinet de tous les secrétaires d'État aux colonies. Marsh est anobli à son départ à la retraite et devient Sir Edward Marsh.

## Carrière littéraire et artistique
Marsh a édité cinq anthologies de poésie géorgienne de 1912 à 1922. Il est aussi l'exécuteur littéraire de Rupert Brooke, dont il édite l'œuvre complète (Collected Poems ) en 1918. Plus tard, il publiera des traductions de La Fontaine, d'Horace, ainsi qu'une traduction de la nouvelle d'Eugène Fromentin, Dominique.
Il est aussi collectionneur et il promeut des artistes d'avant-garde dans le sillage du Bloomsbury Group: Mark Gertler, Duncan Grant, David Bomberg et Paul Nash. 
Il publie également des écrits de Winston Churchill à qui il présente Siegfried Sassoon. En 1939, il publie A Number of People, où il évoque les écrivains et les hommes politiques qu'il a connus.